# Ağarəhimoba
Ağarəhimoba (aussi Agarahimoba, Agaragimoba et Agaraimoba) est un village dans le district de Khachmaz en Azerbaïdjan. Le village fait partie de la municipalité de Qadaşoba.